# Confession de foi écossaise

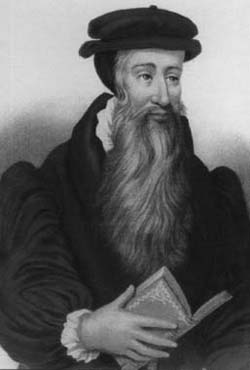
John Knox

La confession écossaise (aussi appelée confession écossaise de 1560) est une confession de foi réformée écrite en 1560 par six réformateurs protestants écossais, dont le principal d'entre eux, John Knox, et adoptée par le Parlement d'Écosse le 27 août 1560, sous le règne de Marie Stuart. Avec le Code de discipline et le Book of Common Order (équivalent presbytérien du Book of Common Prayer anglican), ce texte fait partie de la première "règle subordonnée" (subordinate standard) établissant officiellement les principes et les règles de fonctionnement de l'Église d'Écosse. Faisant partie du texte de loi de 1560 intitulé the Confession of Faith Ratification Act 1560, la confession écossaise fait toujours partie de la loi écossaise.

## Contenu
Comme les autres confession de foi calvinistes, elle refuse le dogme de la transsubstantiation et affirme la présence réelle spirituelle de Christ dans la cène. Mais Knox se distingue de Jean Calvin en étant plus nuancé sur la prédestination. Il insiste sur l'élection éternelle.
Elle comporte 25 chapitres :
- Chapitre 1 - Dieu
- Chapitre 2 - La création de l'Homme
- Chapitre 3 - Le péché originel
- Chapitre 4 - la révélation de la promesse
- Chapitre 5 - La continuité, l'augmentation et la préservation de l’Église
- Chapitre 6 - L'incarnation de Jésus-Christ
- Chapitre 7 - Pourquoi il fallait que le Médiateur fût vrai Dieu et vrai Homme
- Chapitre 8 - L'élection
- Chapitre 9 - la mort, la passion et la mise au tombeau du Christ
- Chapitre 10 - La résurrection
- Chapitre 11 - L'ascension
- Chapitre 12 - La foi dans l'Esprit Saint
- Chapitre 13 - La cause des bonnes œuvres
- Chapitre 14 - Les œuvres qui comptent devant Dieu
- Chapitre 15 - La perfection de la Loi et l'imperfection de l'Homme
- Chapitre 16 - L’Église
- Chapitre 17 - L'immortalité des âmes
- Chapitre 18 - Les critères selon lesquels la vraie église sera séparée de la fausse et qui sera le Juge des doctrines
- Chapitre 19 - L'autorité des écritures
- Chapitre 20 - Les conciles généraux, leur pouvoir, leur autorité et le motif de leur convocation
- Chapitre 21 - Les sacrements
- Chapitre 22 - La juste administration des sacrements
- Chapitre 23 - A qui les sacrements appartiennent
- Chapitre 24 - Le magistrat civil
- Chapitre 25 - Les dons gratuitement offerts à l’Église

## Historique

### Préparation et vote
En août 1560, le Parlement d'Écosse a accepté de réformer la religion du pays. Pour lui permettre de décider ce que devait être la foi réformée, ils ont chargé une commission de six ecclésiastiques (curieusement tous prénommés John, d'où leur surnom the Six-John) de préparer la nouvelle confession de la foi, cela sous la présidence de John Knox, ce qui fait qu'on lui attribue généralement la paternité du travail réalisé - en 4 jours seulement - par ce groupe.
Bien que contemporains des textes publiés à Genève par les disciples de Jean Calvin, les 25 chapitres de la confession ont énoncent une vision calviniste de la foi chrétienne.
Le Parlement écossais a approuvé la confession écossaise le 27 août 1560.

### Mise en œuvre
Malgré le vote du parlement, la très catholique souveraine écossaise Marie Stuart, s'appuyant sur le Traité d'Édimbourg, refuse la ratification du texte qui attendra donc jusqu'en 1567 la signature du successeur de la reine Mary.
Cette confession n'a rien de contraignant pour les clercs qui n'étaient soumis à aucun serment ou profession de foi préalable. La seule mesure politique d'importance prise par le Parlement fut l'abolition de l'autorité pontificale. Jusqu'en 1566, aucune loi n'obligea les prêtres catholiques à céder la place à des ministres réformés : beaucoup se maintinrent dans leurs paroisses.
En 1561, un Book of Discipline est élaboré par une commission d'ecclésiastiques. À la différence de Genève, les seuls ministères sont les pasteurs et les anciens. Ils étaient élus par les paroisses. Surtout, on instaurait des « superintendants », dont l'autorité s'exerçait sur des régions analogues aux anciens diocèses, soumis à des magistrats et à la Couronne. Beaucoup d'évêques catholiques devinrent des superintendants, certains embrassant sincèrement la foi nouvelle.
La confession écossaise est restée la confession de l'Église d'Écosse jusqu'à son remplacement par la Confession de foi de Westminster le 27 août 1647. Depuis 1967, elle a été incluse dans le « Livre des Confessions » de l'Église Presbytérienne Unie des États-Unis. Elle fait par ailleurs toujours partie du corpus de la loi écossaise.